# Neotaracia plaumanni
Neotaracia plaumanni är en tvåvingeart som först beskrevs av Erich Martin Hering 1938.  Neotaracia plaumanni ingår i släktet Neotaracia och familjen borrflugor. Inga underarter finns listade i Catalogue of Life.